# 二階堂基行
二階堂 基行（にかいどう もとゆき）は、鎌倉時代前期の武士。鎌倉幕府評定衆。

## 略歴
建久9年（1198年）、二階堂行村の子として誕生。
建保元年将軍源実朝の学問所番に任じられ、和田合戦での勲功により相模国懐島殿原郷の地頭職を得る。承久の乱においては鎌倉にあり加持祈祷や軍勢催促にあたった。
建保7年（1219年）4月27日に出家、行阿と名乗った。益田荘地頭となり、暦仁2年/延応元年（1239年）には評定衆となる。
仁治元年（1240年）10月、子の行氏に地頭職を譲り12月に死去した。

## 関連書籍
- 伊勢平氏8所引三重縣史料